# 4100 Сумико
4100 Сумико (4100 Sumiko) је астероид главног астероидног појаса чија средња удаљеност од Сунца износи 3,010 астрономских јединица (АЈ).
Апсолутна магнитуда астероида је 11,4.